# Кечуанские языки
Ке́чуа (также кечва, кичуа, кичва) (кечуа Qhichwa simi, Qhichwa shimi — «язык горных долин», кечуа Runasimi, Runashimi — «народный язык») — язык южноамериканского индейского народа кечуа, принадлежит к группе кечуанских языков.
Крупнейший по числу носителей индейский язык обеих Америк. До колонизации Южной Америки был официальным языком государства Чинча, а затем покорившего его государства инков Тауантинсуйу (XII—XVI века). Есть литературные памятники эпохи инков. Сейчас на кечуа разговаривает около 14,5 млн. чел. в Южной Америке; кроме того, он иногда используется как лингва-франка в Амазонии. В Эквадоре и Аргентине, а порой и в Боливии используется наименование «кичуа» (Quichua, Kichwa).
Современный литературный кечуа использует письменность, основанную на испанском варианте латинского алфавита, имеет чёткий свод правил, преподаётся в школах, но повсеместного преподавания не осуществляется. Использовался католическими миссионерами при обращении в христианство южноамериканских индейцев.
В классификации SIL разные диалекты кечуа считаются разными языками. Большая академия языка кечуа в Куско считает кечуа одним языком, литературной нормой которого является кусканский кечуа. Ряд исследователей считают кечуа диалектным континуумом.

## Происхождение и история
Кечуа часто объединяют с аймара (и иногда с уру) в языковую группу кечумара. Действительно, более трети словарного запаса в этих языках совпадает, есть некоторые совпадения и в грамматике, однако для реконструкции общего предка этих данных пока недостаточно. В дальнейшем кечуа и аймара сближают с языками мапуче (арауканскими) в андскую семью, а затем с аравакскими языками и языками тупи-гуарани в андо-экваториальную надсемью и включают в америндскую макросемью.

### Кечуа до конкисты
Первоначально ареал кечуа был сравнительно небольшим (примерно совпадая с долиной Куско + ареал современного диалекта кечуа I). Существует теория, что исходным пунктом распространения языка был древний город Караль в центральном Перу (XXVII век до н. э.).
Однако пришедшие с юго-востока инки, сами говорившие на другом языке капак сими (возможно, близком к языку пукина, либо уру-чипайя), быстро оценили редкое сочетание богатства и простоты изучения кечуа и сделали его государственным языком своей империи. Распространению языка по империи содействовало то, что его использовала в своих торговых операциях культура Чинча, создавшая обширную торговую сеть на территории будущей Империи Инков. Благодаря этому язык кечуа легко вытеснил местные языки даже в тех местностях (например, в современном Эквадоре), где власть инков продолжалась считанные десятилетия.

#### Регион распространения языка
По сведениям инкских кипукамайоков («Сообщение кипукамайоков», 1542), область распространения языка и его статус были зафиксированы в особом законе при Виракоче Инке (XIV—XV века) следующим образом:

Первое распоряжение было о том, чтобы язык кичуа [quichua] был главным во всём королевстве, от Куско вниз [то есть на Север], поскольку он является более чётким и лёгким, чем любой другой, и потому что все языки [были] родственны этому кичуа, как португальский или галисийский испанскому; и он приказал, чтобы дети курак со всего королевства проживали в Куско, дабы обучать их главному языку [кечуа], для того, чтобы знать и разуметь полезные дела, дабы стать кураками и наместниками, и уметь руководить и управлять. И, от Канов и Канчей, вверх [то есть на Юг], до границы [народов] Чаркас и всего Кондесуйо, он дал им в качестве главного языка — язык аймара [aymara], поскольку он [там] очень распространён и лёгок.— Хуан де Бетансос, кипукамайоки Кальапиньа, Супно и др. Сообщение о Происхождении и Правлении Инков
Испанский солдат Педро Лопес в своём «Докладе, составленном о землях, островах и материке Пиру» (1580) так обозначил северную границу распространения кечуа:

От этого города Гуаманга и дальше [на юг местность] называется Перу; это люди более смышлёные, чем остальные; они говорят на главном языке Инги, который является как бы главной латынью испанской (sic).
Оригинальный текст (исп.)Desta ziudad de Guamanga adelante se llama el Perú; es la jente de más rrazon q'la demás; hablan la lengua general del Inga, ques como la latina jeneral españa (sic).
— Педро Лопес «Доклад, составленный о землях, островах и материке Пиру» (1580)
К моменту прихода испанских колонизаторов почти всё население Тауантинсуйу знало кечуа и, за исключением официально признаваемых инками аймара, уру и пукина, считало его своим родным языком.

### 1533—1780 годы
Оценили возможности этого языка и католические миссионеры, избравшие кечуа для проповеди христианства среди многих народов Южной Америки. Благодаря им положение языка ещё больше укрепилось. На кечуа была переведена Библия — этот перевод был одним из первых переводов на коренные языки Америки.
Характерную особенность — богатое суффиксальное словообразование в кечуа — подметил ещё в 1607 году Диего Гонсалес Ольгин:

От увеличения количества глаголов, получающегося от сочетания с вставными частицами в них, происходит Обилие (что значит, множество), по большей части касающееся образования глаголов, которые множатся в этом языке с необычайной скоростью и изобилием благодаря частицам, вставляющимся в глагол и изменяющим его значение, и каждая создаёт совсем другой глагол, и так как их [частиц = суффиксов] числом сорок, не считая тех, что имеют по два-три значения, а лишь те, что имеют по одному [значению], они намного увеличивают [количество] глаголов, потому что почти все они входят во многие [глаголы], а некоторые — во все, и потому все глаголы увеличиваются разнообразными способами, и тот, кто бы их знал, получил бы порядочное количество глаголов, и все они размещаются в одном месте [позиция в слове], когда, отбросив [частицу -ni] от настоящего времени изъявительного наклонения, в том, что остаётся от глагола, ставится частица, а затем -ni и остальные окончания.— Диего Гонсалес Ольгин. Грамматика и Новое Искусство Общего Языка Всего Перу, называющегося Язык Кичуа или Язык Инки. (1608).
Во время испанской колонизации кечуа сохраняет своё положение одного из важнейших языков региона. Знание кечуа вменялось в обязанность официальным лицам вице-королевства Перу (включая самого вице-короля), а также представителям духовенства, на нём велись проповеди, оглашались государственные документы. В то же время, по сведениям итальянского историка Джованни Анелло Олива (1631), на начало XVII века в Перу в некоторых селениях он встречал «по три и четыре различных языка, настолько отличающихся, что они ни в чём не были похожи». Он также утверждал, что в районе «провинции Куско в основном говорят на двух языках: кичуа и аймара».

#### Система слогообразования в XVI веке
Слова на языке кечуа, приведённые в тайном документе иезуита Бласа Валера «Exsul immeritus blas valera populo suo» (1618), поданы разделёнными на слоги, которые, в свою очередь, подчинены строгой системе слогообразования, когда за определённым звуком следовал только особый звук и другие фонетические соединения были невозможны.

### 1781 — середина XX века
После поражения восстания Хосе Габриэля Кондорканки (Тупак Амару II) испанские колониальные власти, стремясь подавить национально-освободительное движение народов Анд, резко изменили политику по отношению к кечуа. На публичное употребление языка был наложен запрет, нарушение которого строго каралось. Местная аристократия была почти полностью уничтожена физически, что тоже привело к потере больших пластов языка. Кечуа надолго стал малопрестижным языком народных низов, и владение им считалось ненужным.
Обретение независимости странами Анд в 1820-х годах мало что изменило в положении кечуа, поскольку власть долгое время оставалась в руках креольской верхушки. Отменённое после восстания Тупак Амару преподавание языка кечуа в Перу было возобновлено только в 1938 году.

### Настоящее время
В 60-е годы XX века под влиянием национально-освободительного движения и социалистических идей, стремясь заручиться поддержкой народных масс, всё большее число политических партий андских стран включают в свои программы пункты о повышении статуса кечуа. Кечуа становится государственным языком в Перу (май 1975 года) и Боливии (август 1977 года), на нём начинается выпуск газет и вещание радиостанций, в том числе московского, пекинского и гаванского радио, а также мощной католической радиостанции «Голос Анд» в Эквадоре.

## Распространение идиалекты
Традиционно (после появления классификаций американца Гэри Джона Паркера в 1963 году и перуанца Альфредо Тореро в 1964 году) кечуа разделяется на две группы диалектов: кечуа I, или кечуа Б, или уайваш (кечуа Waywash), и кечуа II, или кечуа А, или уанпуна (кечуа Wanp'una). Эти диалекты достаточно сильно отличаются друг от друга и нередко считаются разными языками.

### Кечуа I
Диалекты этой группы распространены, преимущественно, в довольно компактной области в центральном Перу от региона Хунин на юге до региона Анкаш на севере, включая прилегающие к ним горные провинции регионов Лима, Ика и Уанкавелика и небольшой анклав в районе населённого пункта Урпай в юго-восточной части региона Ла-Либертад. На них говорит 2 миллиона человек. Кечуа I считается наиболее консервативной группой диалектов, сохраняющей многие черты праязыка. Выделяется группа диалектов яуйос-чинча.

### Кечуа II
Эта группа диалектов распространена на гораздо большей территории. Выделяют две подгруппы диалектов кечуа II: юнкай и чинчай, последняя из которых, в свою очередь, подразделяется на северную и южную ветви:
- II-A (юнкай, юнгай). Эти весьма неоднородные диалекты распространены небольшими участками на западе Перу в департаментах Кахамарка, Ламбаеке, Пьюра и на юге департамента Лима. На них говорит приблизительно 66 тысяч человек[2]. Существовавший ещё в конце XX века диалект селения Пакараос в верхней части долины реки Чанкай в провинции Уараль в северной части департамента Лима, который также относится к этой группе, ныне, похоже, лишился носителей (в 1984 году из 900 жителей 250 человек ещё говорило на кечуа[13]; перепись 1993 года зарегистрировала в селении Пакараос всего 525 жителей; ныне численность жителей оценивается в 1500 человек[2]). Эти диалекты занимают некое промежуточное положение между диалектами кечуа I и кечуа II, причём северные (распространённые в департаментах Кахамарка, Ламбаеке и Пьюра) сочетают черты кечуа I и кечуа II-B, а южные (распространённые на юге департамента Лима) демонстрируют сходство с кечуа I и кечуа II-C, в то время как диалект селения Пакараос имеет столько общих черт с диалектами кечуа I, которыми он почти полностью окружён, что некоторые исследователи склонны относить его к этой группе, но с другой стороны он мог бы считаться отдельной ветвью кечуанской семьи наравне с кечуа I и кечуа II. Один исследователь (Тейлор) присвоил всей группе II-A статус отдельного подразделения, назвав его кечуа III[14].
- II-B (северный кечуа чинчай). На диалектах этой подгруппы говорят в Эквадоре, северном Перу и некоторых областях Колумбии. Численность носителей составляет от 2 до 2,5 миллиона человек[2]. Некоторые, т. н. «лесные» диалекты этой подгруппы (те, на которых говорят группы, живущие в сельве) испытали сильное влияние языков, на которых предки этих групп говорили до усвоения кечуа, а это, прежде всего, языки сапаро.
- II-C (южный кечуа чинчай). Самая крупная подгруппа диалектов с наибольшим числом носителей, в которую входят диалекты Южного Перу (Куско, Аякучо), Боливии, Чили и Аргентины. На них говорит свыше 8,7 миллиона человек[2]. Современный литературный кечуа также преимущественно основан на диалектах этой группы. Южный кечуа испытал достаточно сильное влияние аймара в фонетике и лексике.

В Перу много носителей разных диалектов кечуа из горных районов страны поселилось в городах побережья, особенно в «большой Лиме» (в столице с пригородами).
Взаимопонятность различных диалектных групп носит ограниченный характер. Носители различных южных диалектов обычно хорошо понимают друг друга, примерно то же можно сказать и о северной подгруппе диалектов (за исключением ряда «лесных» говоров). Взаимопонимание между северными и южными кечуа (и тем более между носителями кечуа I и кечуа II) затруднено.
Упомянутый выше перуанский лингвист Альфредо Тореро выделял наличие семи видов кечуа:
- Анкаш-Уануко (I);
- Тарма-Уануко (I);
- Хауха-Уанка (I);
- Каньярис-Кахамарка (II-A);
- Чачапояс-Ламас (II-B);
- Эквадор-Колумбия (II-B);
- Аякучо-Куско-Боливия (включая Сантьяго-дель-Эстеро в Аргентине) (II-C).

### Креольские языки и пиджины
На основе кечуа возник язык кальяуайя — тайный язык мужчин-знахарей, впитавший в себя значительную часть лексики вымершего языка пукина. Кроме того, существует ряд креольских кечуа-испанских языков (медиа ленгуа) — обычно с испанской лексикой и кечуанской грамматикой, а также «кечумара» — пиджин кечуа-аймара.

## Статус
С 70-х годов XX века кечуа является государственным языком в Перу (наравне с испанским) и Боливии (наравне с испанским и аймара), а с 2008 года он также провозглашён официальным языком в Эквадоре (наравне с испанским и языком шуар). По конституции Колумбии, все индейские языки в стране имеют официальный статус в той местности, где они распространены.

## Письменность

### Доколониальный период
Не подлежит сомнению то, что в кечуа доиспанского периода был корень qillqa со значением «письмо, письменность», однако вопрос о существовании письменности в Тауантинсуйу (и, тем более, в предшествовавших кечуаязычных культурах) до сих пор не разрешён окончательно. Долгое время считалось, что инки не обладали полноценной письменностью. Испанским колонизаторам была выгодна такая точка зрения, поскольку давала им моральное право навязывать народам Анд свою культуру и свои представления о духовности. Однако есть данные, указывающие на то, что письменностью могли быть как узоры токапу (кечуа tukapu) на тканях инков и на их керамике, так и некоторые разновидности кипу, а также упоминания о ведении инками своей летописи на золотых табличках.

### Испанский алфавит
После конкисты для записи кечуа стал использоваться испанский алфавит, однако существенное несовпадение фонемной системы кечуа и испанского языка привело к определённым неувязкам. Главной из них был вопрос с гласными: поскольку звуки [ɛ] и [ɔ], записывавшиеся буквами e и o, являются лишь вариантами фонем /i/ и /u/, то возникала путаница. Большой проблемой также было неадекватное представление увулярных согласных, а также неоправданное использование испанских звонких взрывных b, d и g для записи кечуанских глухих.
Чётких правил орфографии за четыре века выработано так и не было: фонема /w/ могла быть представлена и как hu, и как gu, и как u, и как v; /k/ и /q/ (не говоря уже о придыхательных и эективных вариантах этих фонем) было невозможно различить среди написаний c и qu (а в конце закрытых слогов они иногда писались как j и h); для увулярных фонем иногда использовалась запись cc, однако тогда возникало смешение с удвоением /k/ на стыках морфем.
Впрочем, были и положительные изменения: испанские буквы ñ и ll удачно подошли для записи фонем /ɲ/ и /ʎ/.
Примеры записи слов кечуа в испанской орфографии: Quechua, Inca, Huayna Capac, Collasuyo, Mama Ocllo, Viracocha, jari, quipu, tambo, condor, cantu, quena.

### Реформа 1975 года
В ходе этой реформы были введены новые правила записи согласных, адекватные фонемной системе кечуа:
- /w/ всегда стало писаться как w;
- для записи велярной /k/ в любой позиции стала использоваться буква k;
- для записи увулярной /q/ в любой позиции стала использоваться буква q;
- для записи эективных и придыхательных согласных стали использоваться апостроф ’ и буква h соответственно: p', ph, t', th, ch', chh, k', kh, q', qh.

Однако гласные продолжали записываться по старой пятибуквенной системе.
Примеры записи слов кечуа в орфографии 1975 года: Qhechwa, Inka, Wayna Qhapaq, Qollasuyu, Mama Oqllo, Wiraqocha, qhari, khipu, tampu, kuntur, k’antu, qena.

### Реформа 1985 года
С целью приведения письменности в более полное соответствие с фонемной структурой языка, в Перу была официально введена орфография, исключившая буквы e и o из алфавита. Теперь вместо o везде полагается писать u, а вместо e — i.
Примеры записи слов кечуа в орфографии 1985 года: Qhichwa, Inka, Wayna Qhapaq, Qullasuyu, Mama Uqllu, Wiraqucha, qhari, khipu, tampu, kuntur, k’antu, qina.
Итоговый алфавит южного кечуа состоит из 28 букв:
| A a   | Ch ch | Ch’ ch’ | Chh chh | H h   | I i   | K k |
| K’ k’ | Kh kh | L l     | Ll ll   | M m   | N n   | Ñ ñ |
| P p   | P’ p’ | Ph ph   | Q q     | Q’ q’ | Qh qh | R r |
| S s   | T t   | T’ t’   | Th th   | U u   | W w   | Y y |

### Дальнейшие предложения
Споры о наиболее адекватном алфавите и правописании для кечуа продолжаются до сих пор. Сторонники традиционной орфографии считают, что новая запись очень непривычна и поэтому трудна для освоения. С другой стороны, сторонники новой орфографии приводят исследования, показывающие, что дети, которым преподавали систему письменности с пятью гласными, позже имеют гораздо бо́льшие трудности в изучении испанского языка, чем те, которых обучали трёхгласному алфавиту.
В то же время ряд лингвистов считает, что реформы 1975—1985 годов были правильным, но недостаточным шагом и развивают далеко идущие идеи о создании унифицированной орфографии, которую могли бы использовать носители не только южных, но и северных, и, возможно, даже центральных диалектов кечуа, достигая «письменного взаимопонимания» между собой так же, как это происходит между носителями разных диалектов, например, китайского языка  Архивная копия от 11 ноября 2013 на Wayback Machine.
Унифицированная орфография была введена в Эквадоре: Shukllachishka Kichwa — Kichwa Unificado. В 1994 году перуанский лингвист Родольфо Серрон-Паломино предложил унифицированную орфографию для «южного кечуа» (кусканский, аякучанский, южноболивийский и аргентинский диалекты — кечуа IIC), и ныне она получает всё более широкое признание; она была принята на юге Перу, в Боливии и в Организации американских государств (ОАГ). Таким образом, унифицированной орфографией обеспечено около 85 % кечуаязычного населения, а южный кечуа обеспечивает письменное единообразие почти 65 процентам носителей кечуа. Однако, при всём этом, кечуа остаётся, в основном, языком устного общения.

## Лингвистические черты

### Фонетика
Нижеизложенное справедливо для диалекта Куско (и, с некоторыми оговорками, для других диалектов южной подгруппы), прочие диалекты могут иметь существенные отличия.

#### Гласные
В кечуа три гласные фонемы: /a/, /i/ и /u/. Моноязычные носители призносят их как [æ], [ɪ] и [ʊ] соответственно, однако кечуа-испанские билингвы часто произносят их как [a], [i] и [u].
В соседстве с увулярными согласными /q/, /qʼ/ и /qʰ/ (сразу после или либо непосредственно перед, либо перед стечениями /rq/ и /nq/), /a/ произносится как [ɑ], /i/ как [ɛ] и /u/ как [ɔ].

#### Согласные
Для кечуа характерно отсутствие звонких взрывных, фрикативов и аффрикат, а также широкое распространение увулярных согласных. Система согласных части южного кечуа (кусканско-боливийский диалект) характеризуется наличием трёх параллельных рядов взрывных и аффрикат — чистого, придыхательного и абруптивного (эективного, глоттализованного). Прежде считалось, что они возникли под влиянием языка аймара, но, по утвердившейся к настоящему времени точке зрения, они восходят к праязыку кечуа, и их наличие говорит не о влиянии языка аймара, а о генетическом родстве между кечуа и аймара. Самым известным и авторитетным исследователем, придерживающимся такой точки зрения, является Родольфо Серрон-Паломино.
|                                     | губные | альвеолярные | постальвеолярные | палатальные | заднеязычные | увулярные | глоттальные |
| взрывные / аффрикаты                | p      | t            | t͡ʃ               |             | k            | q         |             |
| придыхательные взрывные и аффрикаты | pʰ     | tʰ           | t͡ʃʰ              |             | kʰ           | qʰ        |             |
| абруптивные взрывные и аффрикаты    | p’     | t’           | t͡ʃ’              |             | k’           | q’        |             |
| фрикативные                         |        | s            |                  |             |              |           | h           |
| носовые                             | m      | n            |                  | ɲ           |              |           |             |
| латеральные аппроксиманты           |        | l            |                  | ʎ           |              |           |             |
| дрожащие                            |        | ɾ            |                  |             |              |           |             |
| центральные аппроксиманты           | w      |              |                  | j           |              |           |             |

Вопреки традиционной русской транскрипции («льяма», «ньяви», «ньюста»), палатализованные [ɲ] и [ʎ] произносятся без йотации, близко к произношению русских слов «няня», «нюх», «ляжка», «люстра», с той разницей, что самый кончик языка не касается альвеол.
В конце слова или закрытого слога взрывные и аффрикаты во многих диалектах переходят во фрикативы:
- /p/ → [s];
- /t/ → [s];
- /t͡ʃ/ → [ʃ];
- /k/ → [x];
- /q/ → [χ].

Иногда наблюдается вторичный переход замыкающих слог фрикативов [ʃ], [x] и [χ] в [s].

### Грамматика
Кечуа — очень агглютинативный язык номинативного строя, которому несвойственны исключения. Обычным порядком слов в предложении является SOV (подлежащее-прямое дополнение-сказуемое).
Отличительные особенности грамматики кечуа:
- высокоразвитая система суффиксации, позволяющая выражать тончайшие оттенки смысла;
- биперсональное спряжение (зависимость формы глагола от грамматического лица как субъекта, так и объекта);
- лёгкость перехода между частями речи;
- грамматическое выражение (выражение суффиксами/окончаниями):
  - эвиденциальности: различаются степени достоверности сообщаемой информации (точная информация, предположение или догадка, неподтверждённая информация);
  - темы высказывания (слова, несущего основную смысловую нагрузку в предложении);
  - эмоционального отношения говорящего к сообщаемым сведениям;
  - получателя выгоды от излагаемых событий.

Пример падежной парадигмы склонения в кечуа:
| Падеж                                           | Единственное число                           | Множественное число                                |
| ----------------------------------------------- | -------------------------------------------- | -------------------------------------------------- |
| Именительный (номинатив)                        | wasi «дом»                                   | wasikuna «дома́»                                    |
| Винительный (аккузатив)                         | wasita «дом»                                 | wasikunata «дома́»                                  |
| Дательный, направительный (аллатив)             | wasiman «к дому, в дом»                      | wasikunaman «к домам, в дома́»                      |
| Родительный, притяжательный (генитив, посессив) | wasip «до́ма, принадлежащий дому»             | wasikunap «домов, принадлежащий домам»             |
| Местный (локатив)                               | wasipi «в доме, до́ма»                        | wasikunapi «в домах»                               |
| Ограничительный (терминатив)                    | wasikama «до до́ма, ограниченный домом»       | wasikunakama «до домов, ограниченный домами»       |
| Отложительный (аблатив)                         | wasimanta «из до́ма, от до́ма»                 | wasikunamanta «из домов, от домов»}                |
| Творительный (инструментатив)                   | wasiwan «домом»                              | wasikunawan «домом»                                |
| Совместный (комитатив)                          | wasintin «с домом»                           | wasikunantin «с домами»                            |
| Лишительный (абессив)                           | wasinnaq «без до́ма»                          | wasikunannaq «без домов»                           |
| Сравнительный (компаратив)                      | wasihina «чем дом, по сравнению с домом»     | wasikunahina «чем дома́, по сравнению с домамм»     |
| Причинный (каузатив)                            | wasirayku «из-за до́ма, по причине до́ма»      | wasikunarayku «из-за домов, по причине домов»      |
| Целевой (бенефактив)                            | wasipaq «для дома, ради дома, с целью дома»  | wasikunapaq «для домов, ради домов, с целью домов» |
| Соединительный (ассоциатив)                     | wasipura «включая дом, совместно с домом»    | wasikunapura «включая дома́, совместно с домами»    |
| Распределительный (дистрибутив)                 | wasinka «каждый дом, на каждый дом, по дому» | wasikunanka «по домам»                             |
| Исключительный падеж (эксклюзив)                | wasilla «без до́ма, кроме до́ма»               | wasikunalla «без домов, кроме домов»               |

## Кечуанская Википедия
Существует раздел Википедии на языке Кечуа. Хотя в данном разделе Википедии принимаются статьи, написанные на разных диалектах кечуа, подавляющее большинство статей написано на нормализованном южном кечуа — литературном стандарте, созданном Родольфо Серроном Паломино. («Кечуанская Википедия»), первая правка в нём была сделана в 2003 году. По состоянию на 10:13 (UTC) 16 июля 2025 года раздел содержит 24 146 статей (общее число страниц — 58 099); в нём зарегистрировано 32 488 участников, один из них имеет статус администратора; 43 участника совершили какие-либо действия за последние 30 дней; общее число правок за время существования раздела составляет 677 408.

### Учебники, самоучители, учебный материал

#### На русском языке
- Деметрио Тупак Юпанки. Учебник языка кечуа. www.kuprienko.info (А. Скромницкий) (7 ноября 2008). Дата обращения: 31 января 2010. Архивировано 5 июня 2010 года.
- Кечуа на Euskara с кратким кечуа-русским словарём Архивная копия от 23 января 2012 на Wayback Machine
- Жирков Л. И. Всегда ли случайно типологическое сходство языков? (К вопросу о строе языка кечуа). (Вопросы языкознания. — М., 1959, № 1. — С. 51—54)
- Царенко Е. И. О ларингализации в языке кечуа. (Вопросы языкознания. — М., 1972, № 1. — С. 97—103)
- Царенко Е. И. К функциональной характеристике ларингальности в языке кечуа. (Вопросы языкознания. — М., 1973, № 3. — С. 78—89)
- Царенко Е. И. Непродуктивные словообразовательные элементы в языке кечуа. (Вопросы грамматики и лексики русского языка (сборник трудов). — Изд. МГПИ им. В. И. Ленина. — М., 1973)
- Царенко Е. И. К проблеме структуры слова в агглютинативных языках (на материале языка кечуа) : Автореф. дис. на соискание уч. ст. канд. филол. наук. — М., 1974.
- Царенко Е. И. К вопросу о фонологической системе протокечуа. (Вопросы языкознания. — М., 1974, № 4. — С. 87—96)
- Царенко Е. И. Некоторые фонетические особенности языка кечуа. (Вопросы языкознания. — М., 1976, № 4. — С. 113—117)
- Царенко Е. И. Лингвистические данные к этнической истории кечуа. (Советская этнография. — М., 1977, № 4. — С. 18—28)
- Царенко Е. И. Природная среда, культура и язык (кечуа и гуарани). (Экология американских индейцев и эскимосов. — М.: Наука, 1988. С. 287—296) Архивная копия от 31 мая 2015 на Wayback Machine
- Царенко Е. И. Отражение кечуа-испанских языковых контактов в кечуаязычной литературе колониального периода. (Америка после Колумба: взаимодействие двух миров. М.: Наука, 1992) Архивная копия от 30 мая 2015 на Wayback Machine
- Царенко Е. И. Отражение кечуа-испанских языковых контактов в кечуаязычной литературе колониального периода. (Восточноукраинский лингвистический сборник. Вып. 9. — Донецк, 2004. — С. 501—515)
- Царенко Е. И. Непродуктивные словообразовательные элементы в языке кечуа. (Реквием филологический. — Донецк, 2015. — С. 129—140) Архивная копия от 28 мая 2015 на Wayback Machine
- Пестов В. С., Кеспи К. Краткий очерк грамматики языка кечуа. — Гостелерадио СССР, М., 1978. — 26 с.
- Пестов В. С. ОБ ОТРАЖЕНИИ СУБЪЕКТНО-ОБЪЕКТНЫХ ОТНОШЕНИЙ В ГЛАГОЛЕ КЕЧУА (Вопросы языкознания. — М., 1980, № 4. — С. 129—132) Архивная копия от 31 октября 2007 на Wayback Machine
- Пестов В. С. КАТЕГОРИИ ЛИЦА, СКАЗУЕМОСТИ И ПРЕДИКАТИВНОСТИ В ЯЗЫКЕ КЕЧУА. (Вопросы языкознания. — М., 1983, № 1. — С. 108—112)
- Пестов В. С. Инфинитные словосочетания в агглютинативных языках (Проблемы словосочетания (тезисы межвузовской конференции). — Пятигорск, 1992. — С. 188—190)
- Пестов В. С. Агглютинация и глагольная морфология (На материале языка кечуа). Автореф. дис. на соискание уч. ст. канд. филол. наук. — М., 1993. — 17 c.
- Натаров А. Н. Проблемы создания единого нормативного алфавита кечуа (Исторические судьбы американских индейцев: Проблемы индеанистики. — М., 1985. — С. 266—274) Архивная копия от 24 сентября 2015 на Wayback Machine
- Преданья старины глубокой провинции Уарочири (перуанский манускрипт начала XVII века, известный как "Рукопись Уарочири", на всеобщем языке царства Перу — кечуа). Автор неизвестен. Перевод с языка кечуа А. Н. Натарова. Директ-Медиа, М., 2018. — 223 С.
- Натаров А. Н. Некоторые аспекты нынешнего состояния языка кечуа (1994-2019). (Латинская Америка. — М., 2021, № 1. — С. 93—110)
- Сайт ЯЗЫК КЕЧУА А. Н. Натарова

#### На других языках
- Диего Гонсалес Ольгин. Грамматика языка кечуа
- El Quichua de Santiago del Estero, обширный сайт с описанием грамматики аргентинского диалекта кечуа (на испанском).
- Quechua Language and Linguistics, обширный сайт с обилием разнообразной информации о происхождении, диалектах, орфографии, грамматике и т. д.
- runasimi.de, многоязычный сайт со кечуа-немецко-английско-испанско-итальянско-французско-датсконорвежским словарём в формате MS Excel (XLS).
- CyberQuechua, сайт кечуаноязычного лингвиста Серафина Коронеля Молины (Serafín Coronel Molina).
- Уроки кечуа на www.andes.org Архивная копия от 19 октября 2020 на Wayback Machine, на испанском и английском.
- Курс кечуа, на испанском, от Деметрио Тупах Юпанки (Demetrio Tupah Yupanki, Red Científica Peruana).

### Словари

#### На русском языке
- Ауанкай Бланко. Толковый словарь имён собственных языка Кечуа (Кечуа-Русский) Архивная копия от 7 января 2009 на Wayback Machine
- А. Скромницкий. Кечуа-Русский словарь. Буквы A-Altu Архивная копия от 14 мая 2008 на Wayback Machine

#### На других языках
- Диего Гонсалес Ольгин. Словарь языка кечуа (1608). www.kuprienko.info (А. Скромницкий). Дата обращения: 31 января 2010. Архивировано 20 августа 2011 года.
- Quechua Network’s Dictionary, сетевой словарь кечуа.
- Кечуанские топонимы в Юнгай, Перу
- Diccionario etnolingüístico y guía bibliográfica de los pueblos indígenas sudamericanos: Quechua. Alain Fabre, 2005 — обширная информация о диалектах (на испанском, PDF, 909 kB)
- The Sounds of the Andean Languages Архивная копия от 9 января 2007 на Wayback Machine, аудиофайлы с произношением слов кечуа носителями языка, фотографии.
- Многоязычный словарь: испанский — кечуа (диалекты Куско, Аякучо, Хуни́н, Анкаш) — аймара.
- Кечуа-английский словарь на Webster’s Online Dictionary.
- Кечуа-английский словарь (эквадорский диалект) на Webster’s Online Dictionary.